# Sundbyberg

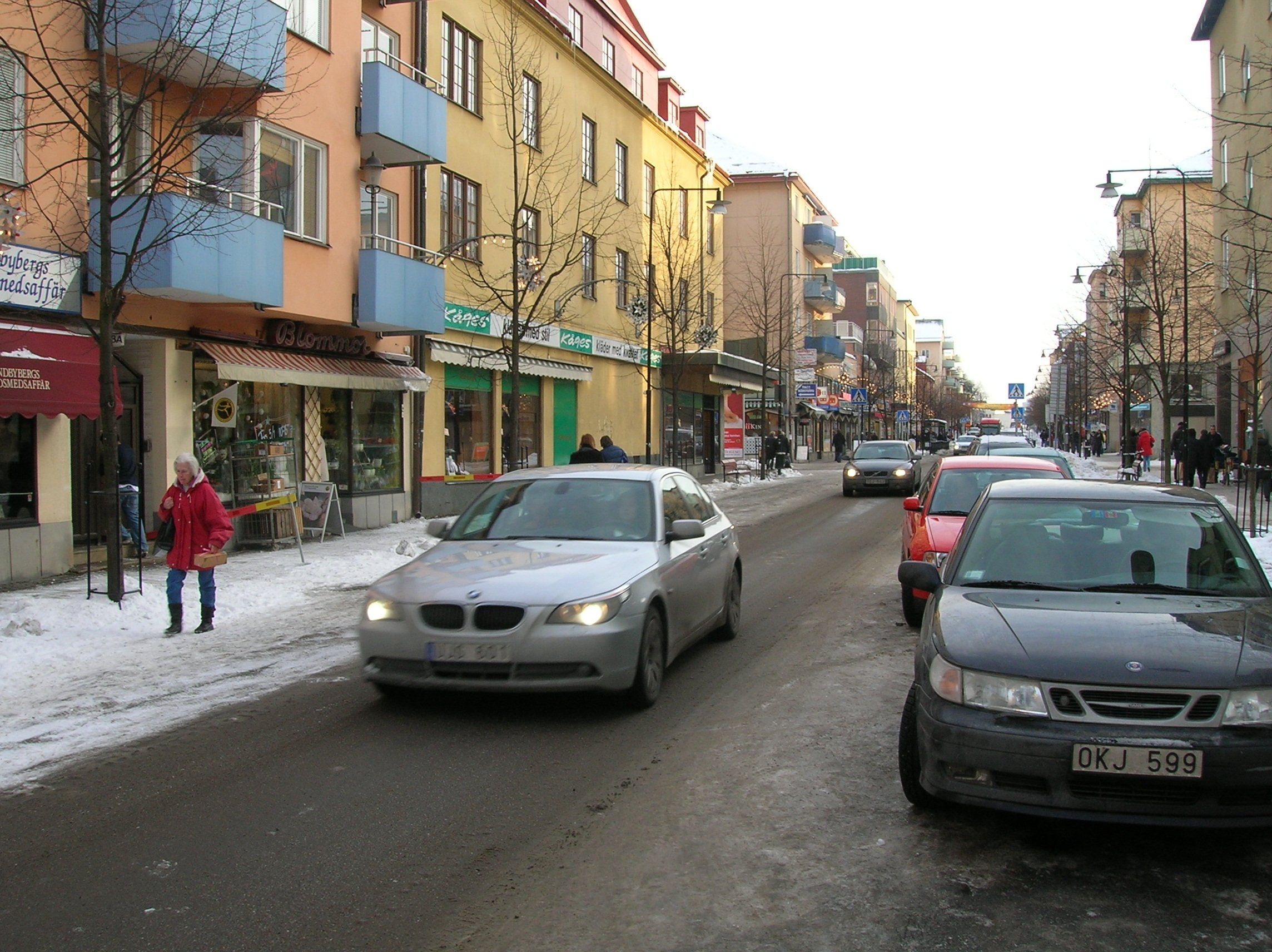
Sturegatan, el carrer principal de Sundbyberg (2006).

Sundbyberg és un municipi de Suècia, situat al nord-oest de la ciutat d'Estocolm, essent part integrant del comtat d'Estocolm. És el municipi més petit de Suècia (8,77 km² de superfície) i també el més densament poblat (5.302 habitants per km²).

## Localització
Sundbyberg delimita per l'oest i sud amb el municipi d'Estocolm (concretament, per la part oest, amb el barri de Bromma), per l'est ho fa amb el municipi de Solna i pel nord amb Sollentuna.

## Demografia
La població del municipi és, a març de 2016, de 46.502 habitants.

## Història
Durant gran part del segle xix Sundbyberg era una zona agrícola i el lloc on les famílies benestants de la ciutat d'Estocolm hi passaven l'estiu. El 1863 gairebé la totalitat de les terres que formen l'actual Sundbyberg van ser adquirides per l'industrial Anders Petter Löfström, que va iniciar la construcció de residències a Duvbo. El 1870 s'hi van començar a establir indústries, residències, el ferrocarril i serveis comunitaris diversos. Anders Petter Löfström va donar al municipi les terres necessàries per a urbanitzar-lo, així com per fer-hi parcs, escoles, esglésies i altres àrees públiques.
El 1888 Sundbyberg es va separar de Bromma (des de 1916 un barri d'Estocolm) per esdevenir una ciutat mercat o köping (mot d'origen medieval que, en suec, indicava el dret d'una localitat d'acollir un mercat). El 1927 Sundbyberg va obtenir el títol de ciutat. El 1949 van ser adherides al terme municipal de Sundbyberg parts dels municipis adjacents de Solna i Spånga.

## Transport públic
Sundbyberg és una zona molt ben comunicada gràcies a les dues parades de metro (Sundbyberg i Duvbo), l'estació de tren de rodalia (pendeltåg en suec) i, també, un tramvia (tvärbanan en suec), inaugurat l'octubre de 2013.

## Divisió administrativa
Sundbyberg està dividida en 8 parts administratives:
- Sundbyberg centre
- Duvbo
- Hästhagen
- Tulemarken
- Hallonbergen
- Lilla Alby
- Rissne
- Storskogen
- Ursvik
- Ör